# ESPNews
ESPNews que é  mistura das palavras noticias e ESPN, se lê "ESPN News", foi lançado no dia 1 de novembro de 1996, e é um canal de televisão de notícias Americano que é da rede de esportes ESPN. Exibe notícias, destaques, conferências de imprensa, e comentários de todos os analistas em relação ao esporte.

## Descrição e história
ESPNews normalmente é oferecido em pacotes de Tv a cabo nos Estados Unidos, e em algumas áreas é considerado um canal premium. Operadoras podem oferecê-lo em seu pacote padrão. Algumas redes da ESPN em cobertura de tv aberta exibem às vezes pela manhã a programação do canal ESPNews no lugar do ESPN para preencher o tempo que seria ocupado por programação paga ou outras tipos de programas de nível mais baixo. Se uma emissora ESPN nacional é censurado em um determinado mercado, a transmissão da ESPN geralmente será substituído por ESPNews.
ESPNews contém não só as contagens, mas também as estatísticas e as notícias sobre os acontecimentos do dia no esporte. Além disso, permanece na tela durante os intervalos comerciais. Esta bottomLine particular foi re-desenhada quando a rede foi relançado em 30 de março de 2008. A linha de fundo mantém-se através da maioria dos anúncios publicitários.
Em 1 de novembro de 2006, no aniversário de 10 anos da ESPNews, foi feita uma montagem dos destaques abrangidos nos últimos 10 anos no esporte e foi ao ar as 23, no SportsCenter da meia-noite, no mesmo dia. A emissora tem sua programação exibida no SportsCenter da ESPN e ESPN2m na programação estão agendadas superações dos respectivos, como o futebol da faculdade ou baseball.